# Лейкарт, Рудольф
Рудольф Ле́йкарт (нем. Karl Georg Friedrich Rudolf Leuckart; 7 октября 1822, Хельмштедт, Нижняя Саксония — 6 февраля 1898, Лейпциг, Королевство Саксония) — немецкий зоолог, член-корреспондент и почётный член Петербургской академии наук; племянник Фридриха Лейкарта.

## Биография
Родился 7 октября 1822 года в Хельмштедте. С 1842 года учился в Гёттингенском университете, где Рудольф Вагнер поручил ему окончание своего учебника по зоотомии «Lehrbuch der Zootomie» (2 изд. Лейпциг, 1843—1847); 13 декабря 1845 года получил учёную степень доктора, а в 1847 году, будучи ассистентом Рудольфа Вагнера в Физиологическом институте, прошёл хабилитацию. Для написания диссертации он проводил исследования в основном в Северном море. 
В 1850 году он стал адъюнкт-профессором зоологии в Гиссенском университете, с 1855 года — профессор. В 1870 году он занял должность профессора зоологии и зоотомии в Лейпцигском университете.
В 1861 году был избран членом-корреспондентом Петербургской академии наук, в 1895 году — её почётным членом.
Скончался 6 февраля 1898 года в Лейпциге.

## Вклад в науку
Научная деятельность Лейкарта главным образом посвящена беспозвоночным животным, и в этой области им сделано много весьма важных открытий и обобщений. Некоторые из исследований его имеют и важное практическое значение, таковы работы над трихиной, над печёночным двуротом и другие, сделавшие возможным принятие предохранительных мер против заражения. В «Beiträge zur Kenntniss der Wirbellosen Tiere» (вместе с Фреем, Брауншвейг, 1847) Лейкарт выделил из весьма искусственного типа лучистых Кювье формы, составившие особый тип, названный им кишечнополостными (Coelenterata). Вместе с тем он первый истолковал строение губок и сблизил их с кишечнополостными.
В работах «Ueber den Polymorphismus der Individuen oder die Erscheinung der Arbeitstheilung in der Natur» (Гиссен, 1851) и «Zoologische Untersuchungen» (3 тетр., Гиссен, 1853-54) он разъяснил сложное и загадочное строение сифонофор. Далее он произвёл исследования над микропиле яиц насекомых (в «Muller's Archiv f. Anatomie», 1855), над партеногенезисом у насекомых и особенно пчёл (1858, Франкфурт-на-M.), размножением тлей рода Lachnus («Fortpflanzung der Rindenläuse», в "Archiv f. Naturgeschichte", 1859) и живорождением личинок мух (1865). Наиболее известны его исследования над пчёлами и глистами; особенное внимание возбудили его открытия над трихиной «Untersuchungen über Trichina spiralis» (Лпц., 1860, 2-е изд. 1866) и пузырчатыми глистами «Die Blassenbandwürmer und ihre Entwicklung» (Гиссен, 1856). Далее весьма важны его исследования над развитием и метаморфозом пентастом: «Bau und Entwicklungs geschichte d. Pentastomen» (Лпц. и Гейдельберг, 1860), над скребнями: «Helminthologische Exper imentaluntersuchungen. III. Ueber Echinorhynchus» («Nachrichten von d. Götting. Universität», 1862, № 22) и «Commentatio de statu et embryonali et larvali Echinorhynchorum eorumque metamorphosi» (Лпц., 1873); о круглых глистах, печеночном двуроте: «Zur Entwicklungsgeschichte des Leberegels» («Archiv f. Naturgeschichte», 1882).
Сочинение Лейкарта «Parasiten des Menschen und die von ihnen herrührenden Krankheiten» (2 т., Лпц., 1862-76, 2-е изд. начато в 1879 г.) есть главный источник по гельминтологии. Из других его работ важнейшие: «Ueber die Morphologie und die Verwandtschaftsverhältnisse der wirbellosen Tiere» (Брауншвейг, 1848); статья «Zeugung», в «Hadworterbuch der Physiologie» P. Вагнера (т. 4, Брауншвейг, 1853); «Die Fortpflanzung und Entwicklung der Pupiparen» (Галле, 1858); «Neue Beob. z. Kenntniss des Baues und d. Lebensgesch. der Nematoden», в «Abh. der mathem.-phys. Kl. der Kön. Sächsischen Ge. d. Wissenschaften», т. XIII); вместе с Бергманом он написал «Anatom. physiol. Uebersicht des Tierreichs. Vergleichenden Anatomie und Physiologie» (Штуттг., 1852). Для «Handbuch d. gesammten Augenheilkunde», изданного под ред. Грэфе и Зэмиша (2 т., Лпц., 1875) он составил сравнительноанатомический очерк глаза. С 1848 по 1879 гг. он ежегодно помещал в «Archiv. f. Naturgeschichte» отчёты об успехах в изучении низших животных: «Berichte über die wissensch. Leistungen in d. Naturgeschichte der niederen Tiere».

## Семья
Был женат на Амели Хенке (1827—1921), дочери юриста и профессора права Галльского университета Эдуарда Хенке (1783—1869). Их сын Рудольф стал химиком и профессором университета в Гёттингене. Одна из дочерей вышла замуж за Оттона Карлову, профессора истории права и романоведения в Гейдельберге. 